# College Springs
College Springs – miasto w Stanach Zjednoczonych, w stanie Iowa, w hrabstwie Page. 

## Demografia
Zgodnie ze spisem statystycznym z 2000, miasto liczyło 246 mieszkańców. W 2023 liczba mieszkańców spadła do 169 osób, a gęstość zaludnienia poniżej 59 osób/km².